# Sarafina Nance
Sarafina El-Badry Nance, née à Austin, est une astrophysicienne et journaliste scientifique américaine.

## Biographie
Originaire du Texas, Sarafina Nance grandit à Austin. Enfant, elle s'intéresse au système solaire. Le professeur de physique du lycée épiscopale St. Stephen, Frank Mikan, l'encourage à poursuivre sa passion pour les sciences spatiales. En 2016, elle est diplômée d'une double licence de physique et d'astronomie du Collège des sciences naturelles de l'Université du Texas à Austin.
Sa thèse s'intitule "Une enquête théorique sur les progéniteurs de supernova". Son directeur de thèse est J. Craig Wheeler. Elle utilise l'astéroséismologie pour comprendre les étoiles sur le point de subir une supernova. Ses recherches portent sur Bételgeuse. Alors qu'elle est étudiante de premier cycle à l'Université du Texas à Austin, elle reçoit une bourse du doyen, et participe à un programme d'été de la National Science Foundation à l'Université Harvard. 
En 2017, Sarafina Nance intègre l'université de Californie à Berkeley pour ses études supérieures. Ses recherches portent sur les supernova et leurs applications à la cosmologie. Elle y obtient une maîtrise en astronomie, avant d'entamer un programme de doctorat. 
Sarafina Nance est reconnue pour son utilisation des médias sociaux, où elle discute d'astrophysique et d'activisme. Elle défend également la santé des femmes, la place des femmes dans les sciences, la technologie, l'ingénierie et les mathématiques.

## Recherches
Sarafina Nance étudie en particulier l'état évolutif de Bételgeuse,,. Elle travaille avec le Lawrence Berkeley National Laboratory, afin d'utiliser des superordinateurs pour construire des modèles des explosions de supernova dans leur phase finale,.

## Communication scientifique
Pendant la première année de son diplôme de premier cycle, Sarafina Nance travaille comme stagiaire à l'observatoire McDonald. Au début de son doctorat, elle devient active dans la communication scientifique en ligne. Un de ses commentaires devenu viral sur Twitter souligne l'importance de l'échec en science. L'observation est reprise par Sundar Pichai.
Sarafina Nance est une militante pour la santé des femmes. Au début de sa vingtième année, elle découvre avoir hérité de son père le gène BRCA2, connu pour être un prédicteur du cancer du sein. La militante lance une campagne de financement participative pour collecter des fonds afin de couvrir le coût d'une double mastectomie. Elle utilise une plateforme de médias sociaux pour plaider en faveur de tests précoces et fréquents, ainsi que pour la médecine préventive,. Après avoir recherché les meilleurs chirurgiens locaux, elle choisit la docteure Anne Peled, une chirurgienne reconstructive californienne qui a également survécu à un cancer du sein. En 2019, Sarafina Nance subit une double mastectomie.
Le 15 janvier 2021, le média Seeker publie la série d'astronomie Constellations, animée par Sarafina Nance.